# Mindaugas Petrauskas
Mindaugas Petrauskas (*  19. April 1954 in Kulautuva, Rajongemeinde Kaunas) ist ein litauischer Physiker und Politiker, Vizeminister.

## Leben
Nach dem Abitur von 1961 bis 1972 an der Mittelschule absolvierte er von 1972 bis 1977 das Diplomstudium der Physik und von 1979 bis 1983 die Aspirantur an der Vilniaus universitetas. 1983 promovierte er an der Vilniaus valstybinis universitetas zum Thema „Forschung der ultrakurzen Lichtimpulse und der ihrer indirekten Zusammenwirkung mit Halbleitern GaAs, CdTe und ZnTe“.
Von 1984 bis 1987 war er Leiter des Forschungssektors am Lehrstuhl für Halbleiterphysik der VU. Von 1988 bis 1992 leitete er das Labor. Von 1999 bis 2000 war er Projektleiter bei AB „Lietuvos telekomas“ und von 2008 bis 2009 Berater sowie von 2009 bis 2012 Vizeminister am Wirtschaftsministerium Litauens.
Er ist geschieden.